# Heinrich Göseken
Heinrich Göseken (Hannover, 1612. április 13. – Kullamaa, 1681. december 4.) balti német evangélikus lelkész, költő, fordító.

## Élete
Nevéhez fűződik az észt nyelv nyelvtanának, valamint egy latin-észt-német szótárnak a megalkotása. 1631 és 1634 közt a Rostocki Egyetemen tanult. 1637-ben érkezett Tallinnba, ahol hamar elsajátította az észt nyelvet. Nyugat-Észtországban tevékenykedett mint Kirbla (1638), Risti és Harju-Madise (1639–1641) és Kullamaa (1641–1681) lelkésze. Eközben 1647-ben Maa-Lääne dékánátus dékánja, 1659-ben a tallinni konzisztórium asszisztense lett. Kullamaa községben, Kullamaa falu templomában temették el.
1641-ben írta meg Heh sel ke Jumlakartus see (Az istenfélő ember) című versét, amely az egyik legelső észt nyelvű költemény. 1656-ban jelentette meg Neu Ehstnisches Gesangbuch (Új észt daloskönyv) című munkáját. 1660-ban adta ki észt nyelvtanát latin és német nyelven, "Manuductio ad Linguam Oesthicam" / "Anführung zue Öhstnischen Sprache" címen. E nyelvtankönyv tartalmazta az észt szavak szószedetét is. A munka a 17. század legszéleskörűbb észt szótára.

## Fordítás
- Ez a szócikk részben vagy egészben  a   Heinrich Göseken című angol Wikipédia-szócikk ezen változatának fordításán alapul.  Az eredeti cikk szerkesztőit annak laptörténete sorolja fel. Ez a jelzés csupán a megfogalmazás eredetét és a szerzői jogokat jelzi, nem szolgál a cikkben szereplő információk forrásmegjelöléseként.